# Дисцина щитоподібна
Дисцина щитоподібна, дисцина щитовидна (Discina ancilis (Pers.) Sacc.) — вид грибів родини дисцинових (Discinaceae), роду дисцина (Discina).

## Будова
Апотеції 2-15 см в діаметрі, спочатку чашеподібні, із загорнутим всередину краєм, потім розпростерті, часто неправильної форми, хвилясто-складчасті, м'ясисто-хрящуваті, ззовні гладкі, світло-жовті, коричнюваті або розовуваті, з ребристою ніжкою 0,5-1 см довжиною, 05,-1 см товщиною, що не відділяються від шапинки. Нижня частина матова білувата або сіра. М'якоть тонка, крихка, без вираженого запаху. Споровий порошок білий.

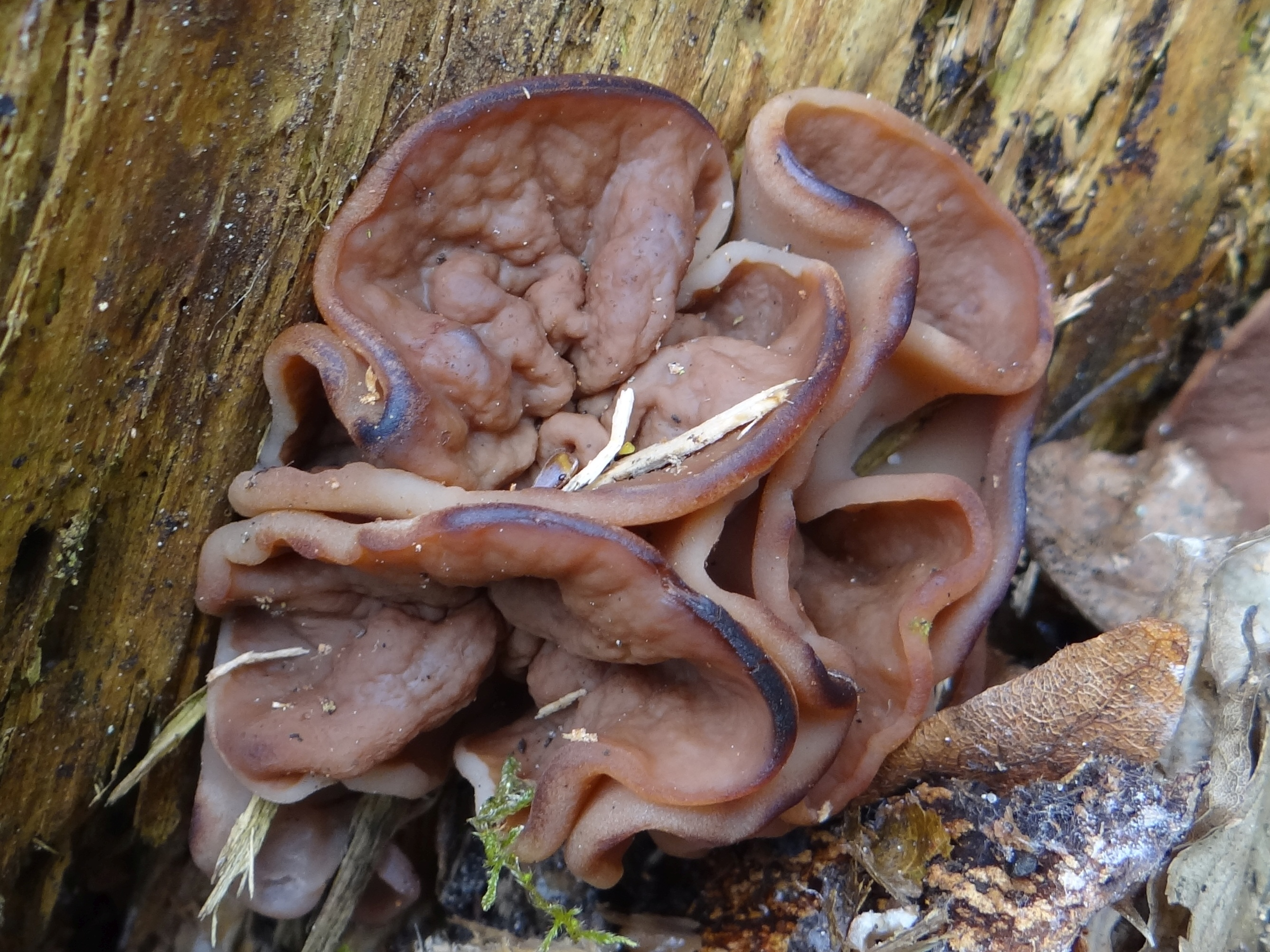
Дисцина щотоподібна

## Поширення та середовище існування
Сапротроф. На ґрунті (пісок) навколо пеньків, що розкладаються у хвойних (найчастіше посеред сосен) лісах, навесні. Поодиноко або групами. З квітня до липня.

## Практичне використання
За деякими джерелами вид належить до отруйних грибів, тому що містить гіромітрин. Деякі ж автори відносять його до умовно-їстівних низької якості чи, навіть, їстівних.